# 마거릿 해밀턴 (배우)

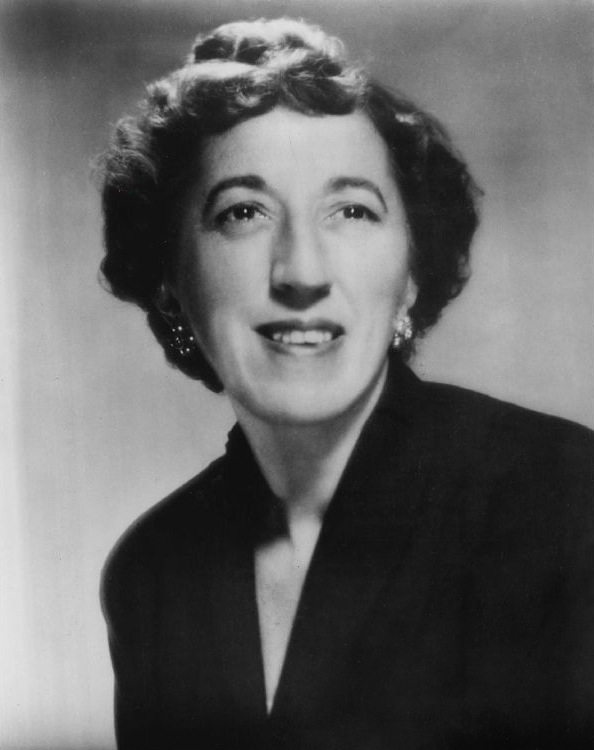

마거릿 해밀턴(영어: Margaret Hamilton, 1902년 12월 9일 ~ 1985년 5월 16일)는 미국의 교사, 배우, 정치인이다.
클리블랜드에서 태어났으며 솔즈베리에서 사망하였다. 사인은 심근 경색이다.

## 영화
- 유령 편지 (1979년)
- 오즈의 마법사 2 (1974년)
- 나이트 스트랭글러 (1973년)
- 도청 작전 (1971년) - 미스 캘러 역
- 운명의 맥클라우드 (1970년)
- 13 고스트 (1960년)
- 애즈 더 월드 턴즈 (1956년)
- 빌코 상사 (1955년)
- 말 많은 세상 (1951년)
- 와바시 애비뉴 (1950년)
- 라이딩 하이 (1950년)
- 선 컴스 업 (1949년)
- 더 뷰티풀 브론드 프럼 배쉬풀 벤드 (1949년)
- 레드 포니 (1949년)
- 스튜디오 원 (1948년)
- 스테이트 오브 더 유니온 (1948년)
- 드리프트우드 (1947년) - 에시 키넌 역
- 해롤드 디들벅의 원죄 (1947년)
- 조지 화이트의 스캔달 (1945년)
- 게스트 인 더 하우스 (1944년)
- 마이 리틀 치카디 (1940년)
- 베이비 인 암스 (1939년)
- 오즈의 마법사 (1939년)
- 톰 소여의 모험 (1938년)
- 사라토가 (1937년)
- 단 한 번뿐인 인생 (1937년)
- 이 세 사람 (1936년)
- 웨이 다운 이스트 (1935년)